# Гуляков, Василий Семёнович
Василий Семёнович Гуляков (1751—1804) — генерал-майор русской армии, один из выдающихся героев покорения Кавказа.

## Биография
Происходил из дворян Калужской губернии, родился в 1751 году.
Поступив в 1767 году рядовым в Ингерманландский пехотный полк, Гуляков принял участие в Русско-турецкой войне и за отличия при осаде Хотина и в сражениях при Бухаресте, Журже, Браилове и Силистрии был произведён в 1772 году в прапорщики. В 1783—1784 годах Гуляков находился с обсервационным корпусом в Польше. В 1788 году принял участие в войне со Швецией и за бои при Парасальми, Санкт-Михеле и Пумалозунте был произведён в 1789 года в секунд-майоры. 24 апреля 1790 года в сражении при Перголомяки был ранен и за отличие произведён в премьер-майоры.
В царствование Павла I Гуляков быстро двинулся по службе: пожалованный 14 октября 1797 года в подполковники, он через год был произведён в полковники, а 29 января 1800 года — в генерал-майоры с назначением шефом Кабардинского мушкетёрского полка. С одним из батальонов этого полка Гуляков участвовал в поражении Умма-хана Аварского в битве на реке Иори 7 ноября 1800 года, командуя правым крылом боевого порядка. Из донесения генерал-майора Лазарева главнокомандующему в Грузии:

«Умалчиваю в своем донесении о генерал-майоре Гулякове, ибо геройские его поступки и неустрашимость превосходят всякое свидетельствование. Скажу только, что во время сражения находился он всегда впереди каре, служа во всем примером своим подчиненным, которые единодушно воздают ему справедливую признательность и выказывают к нему непреоборимую в подобных случаях доверенность».
Император Павел наградил Гулякова командорским крестом ордена Св. Иоанна Иерусалимского, а его батальон, впервые взявший горское знамя, получил Мальтийское (Георгиевское) знамя с надписью: «С нами Бог! За взятие у аварских войск знамени, при р. Иоре, 7 ноября 1800 года».
26 ноября 1802 года за беспорочную выслугу был награждён орденом Св. Георгия 4-й степени (№ 1295 по списку Григоровича — Степанова). В марте 1803 года Гуляков был направлен с отрядом из 3 батальонов, 2 сотен и 8 орудий в Белоканы для усмирения джарцев и после трудного похода подошёл к укреплению, преграждавшему путь к Белоканам и оборонявшемуся 10-тысячами горцами. Не теряя времени на перестрелку, Гуляков крикнул «в штыки» и сам во главе колонны бросился на штурм укрепления. Джарцы бежали, и Белоканы были заняты без боя. Затем было занято и селение Джары, после чего его жители изъявили покорность, и весь Джаро-Белоканский округ, Самухские владения и Елисуйское султанство перешли в подданство России. За эту экспедицию Гуляков был награждён орденом Св. Анны 1-й степени и 14 апреля 1803 года — орденом Св. Георгия 3-й степени (№ 121)
Во уважение на усердную службу, мужественные подвиги и храбрость, оказанные в 4-й и 9-й день марта месяца 1803 года при броде Урдо, командуя малым числом войск против лезгинцев, благоразумным своим распоряжением содействовал к разбитию и сожжению сборнаго их места по ту сторону реки Алазени, перешел оную и привлекши к себе до 5000 грузинцев преследовал неприятеля, выбил из укреплений неподалёку от речки Цендискеви, прогнал далее города Белакан и завладел оным городом
Однако горцы скоро возобновили набеги на Грузию, а в ночь на 22 октября они даже атаковали лагерь Гулякова при урочище Пейкары. Несмотря на подавляющую численность противника и внезапность нападения, отряд был спасён хладнокровием и распорядительностью Гулякова, который, отбив нападение, преследовал горцев до Алазани и на берегах её 1 января 1804 года нанёс поражение 8-тысячному отряду Казикумыхского хана. Затем он сам перешёл за Алазань, снова взял Джары. Увлекшись успехом, Гуляков решил преследовать неприятеля вглубь Дагестанских гор и 15 января 1804 года вступил в Закатальское ущелье. Неожиданно встреченный здесь джарцами, Гуляков был убит одним из первых же выстрелов, и его отряд отступил с большими потерями к Алазани. Из донесения князя Цицианова императору Александру I от 12 февраля 1804 года:

«Потеря генерал-майора Гулякова есть наинесчастнейшее следствие сего сражения. Я лишился усердного помощника, войска потеряли начальника, друга верного и воина неустрашимого».
Гуляков был похоронен в Бодбийском монастыре (близ города Сигнахи), где над его могилой воздвигнут Цициановым «Памятник скорби». Другой памятник Гулякову воздвигнут в Закаталах в 1841 году.

### Комментарии
1. ↑  В ЭСБЕ упоминается как Василий Степанович Гуляков